# Konwencja wiedeńska o znakach i sygnałach drogowych
Konwencja wiedeńska o znakach i sygnałach drogowych – umowa międzynarodowa określająca ogólne zasady wyglądu i umieszczania znaków oraz sygnałów drogowych obowiązujące w krajach będących jej sygnatariuszami.
     Sygnatariusze
     Ratyfikujący
     Akcesja/sukcesja
     Używający konwencji SADC
     Używający konwencji SICA

Sygnatariusze
Ratyfikujący
Akcesja/sukcesja
Używający konwencji SADC
Używający konwencji SICA

Konwencja ta została podpisana 8 listopada 1968 roku podczas konferencji Rady Gospodarczej i Społecznej ONZ w Wiedniu, która trwała od 7 października 1968 roku. W tym samym czasie została podpisana konwencja wiedeńska o ruchu drogowym.
Alternatywna konwencja – SADC-RTSM – stworzona przez Wspólnotę Rozwoju Afryki Południowej jest używana przez część krajów południowoafrykańskich. W konwencji tej znajduje się wiele przepisów podobnych do tych z konwencji wiedeńskiej.
W Stanach Zjednoczonych obowiązują zasady zawarte w podręczniku (MUTCD) wydanym przez Federalną Administrację Autostrad. Większość znaków drogowych jest opisana słownie, jednak są też te z piktogramami. Tego typu oznakowanie wykorzystywane jest także w Kanadzie, Irlandii, Australii, RPA, Nowej Zelandii, Japonii, Kambodży itd. System Integracji Środkowoamerykańskiej utworzył również własną konwencję opartą na MUTCD.
Rada Państwa PRL ratyfikowała tę konwencję 1 czerwca 1984 roku. Konwencja ta została opublikowana w Dzienniku Ustaw (Dz.U. z 1988 r. nr 5, poz. 42) 24 lutego 1988 pod nazwą: Konwencja o znakach i sygnałach drogowych, sporządzona w Wiedniu dnia 8 listopada 1968 r. Konwencja ta, jak dotąd, nie została przez Polskę wypowiedziana, mimo że polskie Prawo o ruchu drogowym nie spełnia kilku ustaleń Konwencji.

## Ogólne postanowienia

### Znaki pionowe
W artykule 2 konwencji podzielono znaki pionowe na 8 kategorii (A-H):
- A – znaki ostrzegawcze
- B – znaki pierwszeństwa
- C – znaki zakazu
- D – znaki nakazu
- E – specjalne znaki nakazu
- F – znaki informacyjne
- G – znaki kierunku i miejscowości
- H – dodatkowe tabliczki.

W konwencji określono również kolor, rozmiar i kształt dla każdej kategorii znaków drogowych. Porównanie w tabeli poniżej.
| Kategoria                                     | Kształt                                   | Kolor tła                             | Kolor obramowania              | Rozmiar                                         | Kolor symbolu                                                                       | Przykłady          |
| Znaki ostrzegawcze                            | Znaki ostrzegawcze                        | Znaki ostrzegawcze                    | Znaki ostrzegawcze             | Znaki ostrzegawcze                              | Znaki ostrzegawcze                                                                  | Znaki ostrzegawcze |
| --------------------------------------------- | ----------------------------------------- | ------------------------------------- | ------------------------------ | ----------------------------------------------- | ----------------------------------------------------------------------------------- | ------------------ |
| Wszystkie znaki                               | trójkąt równoboczny                       | biały lub żółty                       | czerwony                       | 0,9 m (duży), 0,6 m (mały)                      | czarny lub ciemny niebieski                                                         |                    |
| Wszystkie znaki                               | romb                                      | żółty                                 | czarny                         | 0,6 m (duży), 0,4 m (mały)                      | czarny lub ciemny niebieski                                                         |                    |
| Znaki pierwszeństwa                           |                                           |                                       |                                |                                                 |                                                                                     |                    |
| Ustąp pierwszeństwa                           | obrócony trójkąt równoboczny              | biały lub żółty                       | czerwony                       | 0,9 m (duży), 0,6 m (mały)                      | Brak                                                                                |                    |
| Stop                                          | ośmiokąt                                  | czerwony                              | biały                          | 0,9 m (duży), 0,6 m (mały)                      | biały napis STOP                                                                    |                    |
| Stop                                          | okrąg                                     | biały lub żółty                       | czerwony                       | 0,9 m (duży), 0,6 m (mały)                      | czarny lub ciemny niebieski napis STOP wewnątrz czerwonego odwróconego trójkąta     |                    |
| Droga z pierwszeństwem                        | romb                                      | biały                                 | czarny                         | 0,5 m (duży), 0,35 m (mały)                     | żółty lub pomarańczowy kwadrat                                                      |                    |
| Koniec drogi z pierwszeństwem                 | romb                                      | biały                                 | czarny                         | 0,5 m (duży), 0,35 m (mały)                     | żółty lub pomarańczowy kwadrat z czarną lub szarą ukośną linią                      |                    |
| Pierwszeństwo dla nadjeżdżających z przeciwka | okrąg                                     | biały lub żółty                       | czerwony                       | Nieokreślony                                    | czarna strzałka wskazująca kierunek z pierwszeństwem, czerwona strzałka – jego brak |                    |
| Pierwszeństwo na zwężonym odcinku drogi       | prostokąt                                 | niebieski                             | brak                           | nieokreślony                                    | biała strzałka wskazująca kierunek z pierwszeństwem, czerwona sukienka – jego brak  |                    |
| Znaki zakazu                                  |                                           |                                       |                                |                                                 |                                                                                     |                    |
| Zwykły zakaz                                  | okrąg                                     | biały lub żółty                       | czerwony                       | 0,6 m (duży), 0,4 m (mały)                      | ; czarny lub ciemny niebieski                                                       |                    |
| Zakaz parkowania                              | okrąg                                     | niebieski                             | czerwony                       | 0,6 m (duży), 0,2 m (mały)                      | Brak                                                                                |                    |
| Zakaz parkowania                              | okrąg                                     | biały lub żółty                       | czerwony                       | 0,6 m (duży), 0,2 m (mały)                      | czarny lub ciemno niebieski symbol parkowania                                       |                    |
| Zakaz zatrzymywania się                       | okrąg                                     | niebieski                             | czerwony                       | 0,6 m (duży), 0,4 m (mały)                      | Brak                                                                                |                    |
| Koniec zakazów                                | okrąg                                     | biały lub żółty                       | Brak                           | 0,6 m (duży), 0,4 m (mały)                      | czarna lub szara ukośna linia                                                       |                    |
| Znaki nakazu                                  |                                           |                                       |                                |                                                 |                                                                                     |                    |
| Zwykły nakaz                                  | okrąg                                     | niebieski                             | brak, biały                    | 0,6 m (duży), 0,4 m (mały), 0,3 m (bardzo mały) | biały                                                                               |                    |
| Zwykły nakaz                                  | okrąg                                     | biały lub żółty                       | czerwony                       | 0,6 m (duży), 0,4 m (mały), 0,3 m (bardzo mały) | czarny lub ciemny niebieski                                                         |                    |
| Specjalne znaki nakazu                        |                                           |                                       |                                |                                                 |                                                                                     |                    |
| Wszystkie znaki                               | prostokąt                                 | niebieski                             | nieokreślony                   | nieokreślony                                    | biały                                                                               |                    |
| Wszystkie znaki                               | prostokąt                                 | jasny                                 | nieokreślony                   | nieokreślony                                    | czarny                                                                              |                    |
| Znaki informacyjne                            |                                           |                                       |                                |                                                 |                                                                                     |                    |
| Wszystkie znaki                               | nieokreślony                              | niebieski lub zielony                 | nieokreślony                   | nieokreślony                                    | na białym lub żółtym prostokącie                                                    |                    |
| Znaki kierunku i miejscowości                 |                                           |                                       |                                |                                                 |                                                                                     |                    |
| Znaki informacyjne                            | prostokąt, czasem z zakończeniem strzałki | jasny                                 | nieokreślony                   | nieokreślony                                    | ciemny                                                                              |                    |
| Znaki informacyjne                            | prostokąt, czasem z zakończeniem strzałki | ciemny                                | nieokreślony                   | nieokreślony                                    | jasny                                                                               |                    |
| Autostrada                                    | prostokąt                                 | niebieski lub zielony                 | nieokreślony                   | nieokreślony                                    | biały                                                                               |                    |
| Tymczasowy                                    | prostokąt                                 | żółty lub pomarańczowy                | nieokreślony                   | nieokreślony                                    | czarny                                                                              |                    |
| Dodatkowe tabliczki                           |                                           |                                       |                                |                                                 |                                                                                     |                    |
| Wszystkie tabliczki                           | nieokreślony                              | biały, niebieski lub żółty            | czarny, niebieski lub czerwony | nieokreślony                                    | czarny lub ciemny niebieski                                                         |                    |
| Wszystkie tabliczki                           | nieokreślony                              | czarny, czerwony lub ciemny niebieski | biały, niebieski lub żółty     | nieokreślony                                    | biały, niebieski lub żółty                                                          |                    |
| Kategoria                                     | Kształt                                   | Kolor tła                             | Kolor obramowania              | Rozmiar                                         | Kolor symbolu                                                                       | Przykłady          |

Konwencja określa również symbole, piktogramy i orientację, w jakiej mogą być używane. Jeśli dostępnych jest więcej niż jeden symbol, ten sam musi być używany na poziomie krajowym. Wszystkie znaki (z wyjątkiem tych, które nie obowiązują w nocy) muszą być wystarczająco odblaskowe, aby były widoczne w ciemności po oświetleniu przez pojazdy z dużej odległości.

### Znaki poziome
Pasy drogowe powinny być w kolorze białym lub żółtym. Wszystkie oznaczenia na jezdni nie powinny być wyższe niż 6 mm, a kocie oczka nie wyższe niż 15 mm od powierzchni jezdni.
Długość i szerokość oznaczeń różni się w zależności od miejsca, chociaż nie podano dokładnych danych dotyczących rozmiaru. Według zaleceń na drogach w terenie zabudowanym powinno stosować linię przerywaną do oddzielenia pasów ruchu, natomiast linie ciągłe mogą być stosowane tylko w szczególnych przypadkach, takich jak ograniczona widoczność lub zwężenie jezdni.
Wszystkie słowa namalowane na nawierzchni powinny przedstawiać nazwy miejsc lub słowa rozpoznawalne w większości języków, np. STOP, TAXI.

### Sygnały świetlne
Konwencja określa kolor, miejsce i cele sygnałów świetlnych, co zostało przedstawione w tabeli poniżej.
| Rodzaj   | Kształt                | Kolor | Kolor                       | Miejsce | Znaczenie |
| -------- | ---------------------- | ----- | --------------------------- | --- | --- |
| Stałe    | Zwykły                 |       | zielone                     | na skrzyżowaniu, przy wjeździe do tunelu lub na most                                                                               | jazda dozwolona |
| Stałe    | Zwykły                 |       | żółte                       | na skrzyżowaniu, przejeździe kolejowo-drogowym, moście zwodzonym/obrotowym, lotnisku, przy remizie strażackiej, terminalu promowym | zatrzymaj się, jeśli to możliwe |
| Stałe    | Zwykły                 |       | Czerwone                    | na skrzyżowaniu | zatrzymaj się |
| Stałe    | Zwykły                 |       | czerwone i żółte            | na skrzyżowaniu | przygotowanie do zmiany sygnału (zazwyczaj na zielony) |
| Stałe    | Strzałka w lewo        |       | zielony                     | na skrzyżowaniu | jazda dozwolona tylko dla skręcających w lewo |
| Stałe    | Strzałka w prawo       |       | zielony                     | na skrzyżowaniu | jazda dozwolona tylko dla skręcających w prawo |
| Stałe    | Strzałka w górę        |       | zielony                     | na skrzyżowaniu | jazda dozwolona tylko dla jadących prosto |
| Stałe    | Strzałka w dół         |       | zielony                     | nad pasem ruchu | ruch dozwolony tym pasem |
| Stałe    | Krzyż (×)              |       | czerwony                    | nad pasem ruchu | ruch zabroniony tym pasem (pas zamknięty) |
| Stałe    | Strzałka ukośnie w dół |       | żółty lub biały             | nad pasem ruchu | zamknięcie pasa, na którym przebywasz; zjedź na pas wskazywany przez strzałkę |
| Migające | Zwykły                 |       | podwójne czerwone (zmienne) | na przejeździe kolejowo-drogowym, moście zwodzonym/obrotowym, lotnisku, przy remizie strażackiej, terminalu promowym               | zatrzymaj się |
| Migające | Zwykły                 |       | białe                       | na przejeździe kolejowo-drogowym                                                                                                   | jazda dozwolona |
| Migające | Zwykły                 |       | żółte                       | wszędzie oprócz skrzyżowania | jazda dozwolona z zachowaniem ostrożności |
| Migające | Zwykły                 |       | żółte                       | na skrzyżowaniu | jazda dozwolona z zachowaniem pierwszeństwa określonego przez znaki "droga z pierwszeństwem" lub "ustąp pierwszeństwa"; w przypadku braku takiego oznakowania obowiązuje reguła prawej strony |

## Uznanie konwencji[1]
Sygnatariuszami konwencji, którzy ją ratyfikowali byli:
- Austria
- Azerbejdżan
- Belgia
- Białoruś
- Brazylia[b]
- Bułgaria
- Chile
- Dania
- Ekwador[b]
- Filipiny
- Finlandia
- Francja
- Ghana[b]
- Hiszpania[b]
- Indonezja[b]
- Iran
- Korea Południowa[b]
- Kostaryka[b]
- Luksemburg
- Meksyk[b]
- Niemcy
- Norwegia
- Polska
- Portugalia
- Rosja
- Rumunia
- Stolica Apostolska[b]
- Szwajcaria
- Szwecja
- Tajlandia[b]
- Ukraina
- Wenezuela[b]
- Węgry
- Wielka Brytania[b]
- Włochy.

Akcesji lub sukcesji dokonali:
- Albania
- Arabia Saudyjska
- Armenia
- Azerbejdżan
- Bahrajn
- Benin
- Bośnia i Hercegowina
- Chorwacja
- Cypr
- Czarnogóra
- Czechy
- Demokratyczna Republika Konga
- Estonia
- Gruzja
- Grecja
- Gujana
- Holandia
- Indie
- Irak
- Kazachstan
- Kirgistan
- Kuba
- Kuwejt
- Liberia
- Liechtenstein
- Litwa
- Łotwa
- Macedonia Północna
- Malediwy
- Maroko
- Mjanma
- Mołdawia
- Mongolia
- Nigeria
- Pakistan
- Republika Środkowoafrykańska
- Senegal
- Serbia
- Seszele
- Słowacja
- Słowenia
- Tadżykistan
- Tunezja
- Turcja
- Turkmenistan
- Uganda
- Uzbekistan
- Wietnam
- Wybrzeże Kości Słoniowej
- Zjednoczone Emiraty Arabskie.